# كيربي ولعنة قوس قزح
كيربي ولعنة قوس قزح (بالإنجليزية: Kirby and the Rainbow Curse)‏ ويسمى في النسخة اليابانية تاوش! كيربي سوبر راينبو (باليابانية: タッチ！カービィ スーパーレインボー) ، هي لعبة فيديو إلكترونية من نوع منصات، أنتجت سنة 2015م ونشرها شركة نينتندو اليابانية.